# Танагра червоношия
Тана́гра червоношия (Tangara cyanocephala) — вид горобцеподібних птахів родини саякових (Thraupidae). Мешкає в Південній Америці.

## Опис

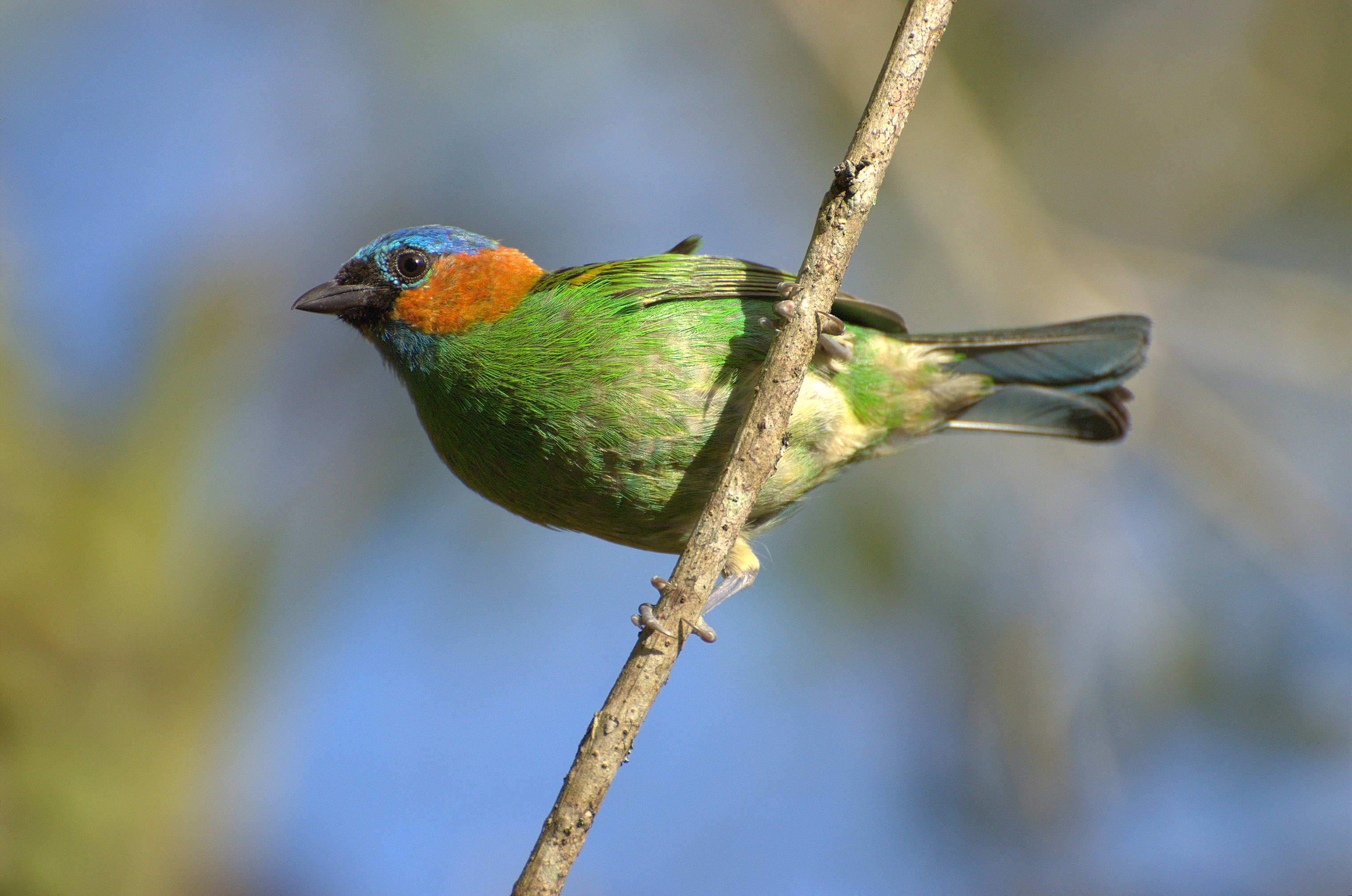
Червоношия танагра

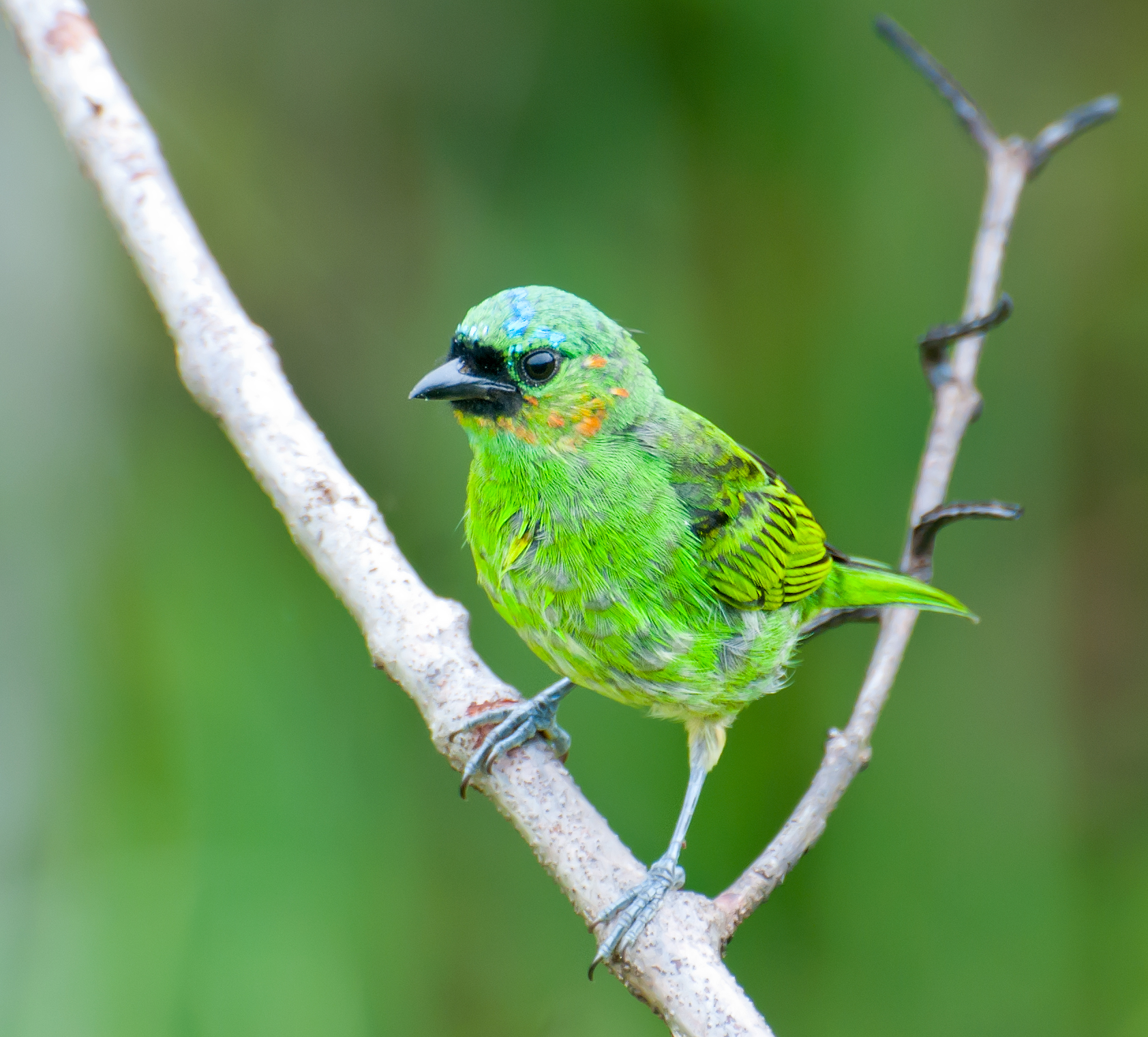
Молода червоношия танагра

Довжина птаха становить 10-13 см, вага 16-21,6 г. Самці мають переважно зелене забарвлення, спина і крила у них поцятковані чорними смугами, на крилах жовті смуги. Тім'я синє, металево-блискуче, на шиї яскраво-червоний "комір". Навколо очей бірюзові кільця, навколо дзьоба чорна пляма. Самиці мають дещо менш яскраве забарвлення. Представники південних популяцій мають більші розміри. Молоді птахи мають майже повністю рівномірно-зелене забарвлення.

## Підвиди
Виділяють три підвиди:
- T. c. cearensis Cory, 1916 — північно-східна Бразилія (Серра-ду-Батурите в штаті Сеара);
- T. c. corallina (Berlepsch, 1903) — східна Бразилія (від Параїби до Еспіріту-Санту);
- T. c. cyanocephala (Müller, PLS, 1776) — південно-східна Бразилія (від Еспіріту-Санту до Ріу-Гранді-ду-Сул), східний Парагвай (Каніндею, можливо, також Альто-Парана) і північно-східна Аргентина (Місьйонес).

## Поширення і екологія
Червоношиї танагри мешкають в Бразилії, Парагваї і Аргентині. Вони живуть в кронах вологих атлантичних лісів та на узліссях. Зустрічаються зграйками, переважно на висоті до 1000 м над рівнем моря. Живляться плодами і комахами. Гніздо чашоподібне, робиться з трави, в кладці 3 білуватих, поцяткованих коричневими плямками яйця. Інкубаційний період триває 12-13 днів, насиджують лише самиці. Пташенята покидають гніздо через 15 днів після вилуплення, однак батьки продоажують піклуватися про них ще три з половиною тижні.